# وینگان
وینگان یکی از فرماندهان نظامی ساسانی در زمان حکومت شاهنشاه خسرو انوشیروان (حک. ۵۳۱–۵۷۹) و از شرکت‌کنندگان در جنگ ایران و بیزانس (۵۷۲–۵۹۱) بود.